# أغسطس بيرس
أغسطس بيرس هو سياسي أمريكي، ولد في 1877، وتوفي في 1934 في مانهاتن في الولايات المتحدة.